# 涟源市第一中学
涟源市第一中学（英語：No.1 Meddle School Lianyuan City）坐落在湖南省娄底市涟源市藍田街道辦事處光明山社區國師路，是一所全日制公辦的省級示範性普通高級中學，由漣源市教育局主管，屬公益二類事業單位，漣源市事業單位登記管理局為法定的登記單位，學校法定代表人吳夢週。校園佔地 16.8公頃（含農場2.7公頃），現有高中教學班67個，學生共4100餘人，在職教職工292人。学校环境优雅。學校環境優雅。近年來，學校先後投資1億餘元， 新建教師公寓5棟、大型學生食堂1棟，學生公寓4棟，辦學條件日臻完善。校園分為教學、生活、公寓、運動、辦公五大區，四季綠蔭覆蓋，鳥語花香，2016年被評為「全國綠化模範單位」。

## 歷史
1938年，著名教育家廖世承先生在此創立國立師範學院（今湖南師範大學的前身），薈萃了全國100多名知名教授。「文化崑崙」錢鍾書先生1939年在藍田擔任國立師範學院英語學系主任，孕育了世界名著《圍城》。
1940年，國立師範學院創辦附屬中學（今湖南省衡陽市的衡東縣第一中學）。
1944年，日寇逼近湖南省安化縣藍田鎮，國立師範學院及附屬中學被迫西遷溆浦縣。
1946年，國立師範學院舊址改辦湖南省立第十五中學。
1952年，更名為漣源市第一中學。
1978年，湖南師範學院漣源分院（今湖南人文科技學院的前身）在此誕生。
1980年，漣源市第一中學被確定為「湖南省重點中學」。
2004年，漣源市第一中學被確定為「湖南省示範性普通高級中學」。
2012年，確定為「湖南師範大學附屬藍田中學」。

## 学校文化

### 校训
仁愛精勤

### 理念
重基础、重能力、重教改、重实验

### 校风
团结、勤奋、求实、创新

### 教风
宏博、精深、严教、细导

### 学风
文明、尊师、好学、严谨

### 学校精神
求真务实，敢为人先

### 社团
- 三闾文学社
- 光明山书画社
- 体育代表队
- 学生艺术团
- 研究性学习小组
- 奥赛辅导小组

### 刊物
《三闾文学报》为涟源一中的官方刊物。

## 著名校友
- 吴巨培，政治人物，中国共产党郴州市委员会书记，原郴州市人民政府市长、中国共产党双牌县委员会书记、祁阳县人民政府县长。[2]